# 岩手県道105号猿沢東山線
岩手県道105号猿沢東山線（いわてけんどう105ごう さるさわひがしやません）は、岩手県一関市大東町猿沢から一関市東山町長坂に至る一般県道である。

## 概要
一関市大東町と同市東山町を短絡する県道である。

### 路線データ
- 実延長：4,660.5 m
- 起点：一関市大東町猿沢字板倉（国道343号・国道456号交点）
- 終点：一関市東山町長坂字柴宿（県道19号交点）

## 歴史
- 1959年（昭和34年）3月31日 - 江刺東山線として県道に認定される[1]。
- 1976年（昭和51年）10月1日 - 猿沢東山線として県道に認定される。

## 地理

### 通過する自治体
- 一関市

### 交差する道路
- 国道343号、国道456号・江刺方面（一関市大東町猿沢字板倉）
- 岩手県道19号一関大東線（一関市東山町長坂字柴宿）